# Giovita Garavaglia

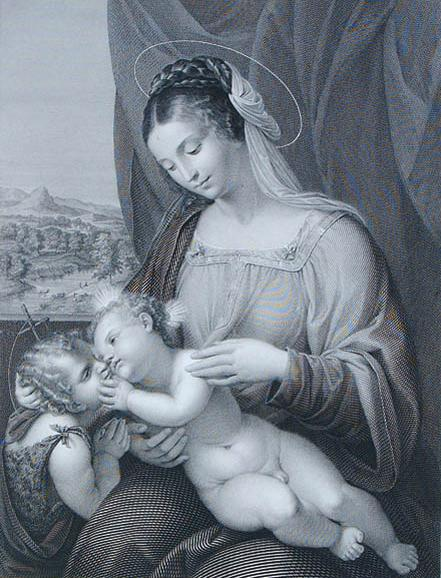
Madonna mit dem Kind und dem kleinen Johannes

Giovita Garavaglia (* 18. März 1790 in Pavia; † 27. April 1835 in Florenz) war ein italienischer Kupferstecher.
Garavaglia erlernte die Kupferstecherkunst unter Faustino Anderloni, und seit 1808 unter Giuseppe Longhi in Mailand.
1813 gewann er einen akademischen Preis für seine Herodias nach Bernardino Luini.
1817 einen zweiten für seine Heilige Familie in einer Landschaft nach Raffael.
Er wurde 1833 Raphael Morghens Nachfolger als Professor der Kupferstecherkunst an der Akademie von Florenz.